# Факторы свёртывания крови

Схема взаимодействия факторов свёртывания при активации гемокоагуляции

Факторы свёртывания крови — группа веществ, содержащаяся в плазме крови и тромбоцитах и обеспечивающая свёртывание крови. Большинство факторов свёртывания — белки. К факторам свёртывания относятся также ионы кальция и некоторые низкомолекулярные органические вещества (см. данную статью). В норме белковые факторы свёртывания крови находятся в плазме в неактивном состоянии. Если фактор активируется, то к его обозначению добавляют букву «а». Международный комитет по гемостазу и тромбозу присвоил арабскую нумерацию тромбоцитарным и римскую — плазменным факторам. Всего выделяют 15 плазменных факторов и 22 тромбоцитарных.
Факторы свёртывания содержатся также в других форменных элементах крови (эритроцитах и лейкоцитах), эндотелии сосудов и других тканей. Их иногда выделяют в качестве самостоятельных групп (лейкоцитарные, эритроцитарные, тканевые факторы свёртывания).

## Факторы свёртывания

### Плазменные
I. Фибриноген
II. Протромбин
III. Фактор свёртывания крови III (Тромбопластин)
IV. Ионы Са2+
V. Фактор свёртывания крови V (Проакцелерин)
VI. Акцелерин — изъят из классификации, так как является активным фактором V.
VII. Фактор свёртывания крови VII (Проконвертин)
VIII. Фактор свёртывания крови VIII (Антигемофильный глобулин)
IX. Фактор свёртывания крови IX (фактор Кристмаса)
X. Фактор свёртывания крови X (фактор Стюарта—Прауэр)
XI. Фактор свёртывания крови XI (фактор Розенталя)
XII. Фактор свёртывания крови XII (фактор Хагемана)
XIII. Трансглутаминаза (Фибрин-стабилизирующий фактор, фактор Лаки—Лоранда)
XIV. Фактор Фитцжеральда—Фложе
XV. Фактор Флетчера

### Тромбоцитарные
1. Тромбоцитарный фактор 4 (антигепариновый фактор).
2. b-тромбоглобулин
3. Фактор роста тромбоцитов
4. Тромбоспондин, или тромбинчувствительный белок.
5. Тромбоцитарный фибриноген.
6. Фактор фон Виллебранда (антиген фактора VIII, VIIIR:Ag)
7. Тромбоцитарный фибронектин.
8. Тромбоцитарный фактор V.
9. Протеогликаны.
10. Хемотаксический фактор.
11. Фактор, действующий на проницаемость сосудистой стенки.
12. Антибактериальный белок (Р-лизин).
13. Антиплазмин.
14. Активатор плазминогена.
15. Гепариназа.
16. a-цепь фактора XIII.
17. a2-макроглобулин.
18. a1-антитрипсин.
19. Кислые гидролазы
20. Серотонин (5-гидрокситриптамин).
21. АДФ, АТФ и цАМФ.
22. Са2+, Mg2+, К+, пирофосфаты.